# Campeonato caboverdiano de fútbol 2014
El Campeonato caboverdiano de fútbol 2014 es la 35ª edición desde la independencia de Cabo Verde. Empezó el 5 de abril de 2014 y terminó el 31 de mayo de 2014. El torneo lo organiza la Federación caboverdiana de fútbol (FCF).
CS Mindelense es el equipo defensor del título. Un total de 12 equipos participaron en la competición, el campeón de la edición anterior y los campeones de las 11 ligas regionales.

## Equipos participantes
- CS Mindelense Campeón del Campeonato caboverdiano de fútbol 2013
- Académica Operária Campeón del Campeonato regional de Boavista
- Sporting Clube da Brava Campeón del Campeonato regional de Brava[1]
- Académica do Fogo Campeón del Campeonato regional de Fogo[2]
- Académica da Calheta; campeón del Campeonato Regional de Fútbol de Maio 2013-14[3]
- Sport Clube Verdun Campeón del Campeonato regional de Sal[4]
- Paulense Desportivo Clube Campeón del Campeonato regional de Santo Antão Norte[5]
- Académica do Porto Novo Campeón del Campeonato regional de Santo Antão Sur[6]
- SC Atlético Campeón del Campeonato regional de São Nicolau[7]
- FC Derby Campeón del Campeonato regional de São Vicente[4]
- Grémio Nhágar Campeón del Campeonato regional de Santiago Norte
- Sporting Clube da Praia Campeón del Campeonato regional de Santiago Sur[8]

### Información de los equipos
| Equipo                  | Localidad       | Estadio                     |
| ----------------------- | --------------- | --------------------------- |
| Académica da Calheta    | Calheta         | 20 de Janeiro               |
| Académica do Fogo       | São Filipe      | 5 de Julho                  |
| Académica Operária      | Sal Rei         | Arsénio Ramos               |
| Académica P.N.          | Porto Novo      | Municipal do Porto Novo     |
| SC Atlético             | Ribeira Brava   | João de Deus Lopes da Silva |
| FC Derby                | Mindelo         | Adérito Sena                |
| Grémio Nhágar           | Assomada        | Cúmbem                      |
| Mindelense              | Mindelo         | Adérito Sena                |
| Paulense                | Vila das Pombas | João Serra                  |
| Sporting Brava          | Nova Sintra     | Aquiles de Oliveira         |
| Sporting Clube da Praia | Praia           | Várzea                      |
| Sport Clube Verdun      | Pedra de Lume   | Marcelo Leitão              |

## Tabla de posiciones
Actualizado a 4 de mayo de 2014
Grupo A
|   | Equipo                      | PJ | PG | PE | PP | GF | GC | DG | PTS |
| - | --------------------------- | -- | -- | -- | -- | -- | -- | -- | --- |
| 1 | Sporting Clube da Praia (C) | 5  | 4  | 1  | 0  | 7  | 1  | +6 | 13  |
| 2 | Académica do Porto Novo (C) | 5  | 2  | 2  | 1  | 7  | 2  | +5 | 8   |
| 3 | Grémio Nhágar               | 5  | 2  | 2  | 1  | 6  | 5  | +1 | 8   |
| 4 | Paulense Desportivo Clube   | 5  | 1  | 2  | 2  | 3  | 4  | -1 | 5   |
| 5 | FC Derby                    | 5  | 1  | 1  | 3  | 4  | 6  | -2 | 4   |
| 6 | Sporting Clube da Brava     | 5  | 0  | 2  | 3  | 3  | 12 | -9 | 2   |

Grupo B
|   | Equipo                | PJ | PG | PE | PP | GF | GC | DG | PTS |
| - | --------------------- | -- | -- | -- | -- | -- | -- | -- | --- |
| 1 | CS Mindelense (C)     | 5  | 4  | 0  | 1  | 9  | 2  | +7 | 12  |
| 2 | Académica do Fogo (C) | 5  | 3  | 2  | 0  | 10 | 4  | +6 | 11  |
| 3 | SC Atlético           | 5  | 2  | 1  | 2  | 3  | 3  | 0  | 7   |
| 4 | Académica da Calheta  | 5  | 2  | 0  | 3  | 5  | 8  | -3 | 6   |
| 5 | Académica Operária    | 5  | 2  | 0  | 3  | 3  | 9  | -6 | 6   |
| 6 | Sport Clube Verdun    | 5  | 0  | 1  | 4  | 3  | 7  | -4 | 1   |

(C) Clasificado

## Resultados
El sorteo de los grupos y del calendario se celebró el 15 de febrero en Praia en la Federación caboverdiana de fútbol.
| Académica PN   | 0 - 0 | Sporting Praia       | 6 de abril |
| FC Derby       | 1 - 1 | Grémio Nhágar        | 6 de abril |
| Sporting Brava | 1 - 1 | Paulense             | 6 de abril |
| CS Mindelense  | 4 - 0 | Académica Operária   | 5 de abril |
| SC Atlético    | 1 - 0 | Académica da Calheta | 6 de abril |
| Verdun         | 2 - 2 | Académica do Fogo    | 5 de abril |

| Académica PN         | 2 - 1 | FC Derby           | Porto Novo    | 13 de abril | 16:00 |
| Grémio Nhágar        | 1 - 1 | Sporting Brava     | Cumbém        | 12 de abril | 16:00 |
| Paulense             | 0 - 1 | Sporting Praia     | João Serra    | 12 de abril | 16:00 |
| CS Mindelense        | 1 - 0 | SC Atlético        | Adérito Sena  | 12 de abril | 15:30 |
| Académica da Calheta | 2 - 1 | Verdun             | 20 de Janeiro | 12 de abril | 15:30 |
| Académica do Fogo    | 2 - 0 | Académica Operária | 5 de Julho    | 12 de abril | 15:30 |

| Grémio Nhágar        | 1 - 0 | Académica PN      | 19 de abril |
| FC Derby             | 0 - 1 | Paulense          | 19 de abril |
| Sporting Praia       | 3 - 0 | Sporting Brava    | 19 de abril |
| Académica da Calheta | 0 - 2 | CS Mindelense     | 19 de abril |
| SC Atlético          | 1 - 1 | Académica do Fogo | 19 de abril |
| Académica Operária   | 1 - 0 | Verdun            | 19 de abril |

| Sporting Praia     | 2 - 1 | Grémio Nhágar        | Várzea              | 26 de abril | 16:00 |
| Sporting Brava     | 1 - 2 | FC Derby             | Aquiles de Oliveira | 27 de abril | 16:00 |
| Paulense           | 0 - 0 | Académica PN         | João Serra          | 26 de abril | 16:00 |
| Académica Operária | 1 - 3 | Académica da Calheta | Arsénio Ramos       | 26 de abril | 15:30 |
| Verdun             | 0 - 1 | SC Atlético          | Marcelo Leitão      | 26 de abril | 15:30 |
| Académica do Fogo  | 2 - 1 | CS Mindelense        | 5 de Julho          | 26 de abril | 15:30 |

| Académica PN         | 5 - 0 | Sporting Brava     |        | 4 de mayo |  |
| Grémio Nhágar        | 2 - 1 | Paulense           | Cumbém | 4 de mayo |  |
| FC Derby             | 0 - 1 | Sporting Praia     |        | 4 de mayo |  |
| CS Mindelense        | 1 - 0 | Verdun             |        | 3 de mayo |  |
| Académica da Calheta | 0 - 3 | Académica do Fogo  |        | 3 de mayo |  |
| SC Atlético          | 0 - 1 | Académica Operária |        | 3 de mayo |  |

Nota: Las fechas de los partidos puede variar en función de las disponibilidad de los viajes entre las islas.

## Fase final
|  | Semifinales             | Semifinales             | Semifinales   | Semifinales | Semifinales |   |                   | Final             | Final | Final | Final | Final |
|  |                         |                         |               |             |             |   |                   |                   |       |       |       |       |
|  | Sporting Clube da Praia | Sporting Clube da Praia | 0             | 2           | 2           |   |                   |                   |       |       |       |       |
|  | Académica do Fogo       | Académica do Fogo       | 0             | 2           | 2           |   |                   |                   |       |       |       |       |
|  |                         |                         |               |             |             |   | Académica do Fogo | Académica do Fogo | 1     | 0     | 1     |       |
|  |                         | CS Mindelense           | CS Mindelense | 2           | 0           | 2 |                   |                   |       |       |       |       |
|  | CS Mindelense           | CS Mindelense           | 0             | 3           | 3           |   |                   |                   |       |       |       |       |
|  | Académica do Porto Novo | Académica do Porto Novo | 0             | 0           | 0           |   |                   |                   |       |       |       |       |

* En primera fila, el equipo que ejerce de local en el partido de vuelta. 

### Semifinales
| 10 de mayo de 2014, 15:30 (UTC-1) | Académica do Porto Novo | 0:0 | CS Mindelense | Municipal do Porto Novo, Porto Novo |  |
|                                   |                         |     |               | Árbitro(s): Manuel Timas Mendes     |  |

| 10 de mayo de 2014, 15:30 (UTC-1) | Académica do Fogo | 0:0 | Sporting Clube da Praia | Estadio 5 de Julho, São Filipe |  |
|                                   |                   |     |                         | Árbitro(s): Victor Lima        |  |

| 17 de mayo de 2014, 15:30 (UTC-1) | CS Mindelense                 | 3:0 | Académica do Porto Novo | Estadio Adérito Sena, Mindelo     |                                   |
|                                   | Nhambu 31' · Catchupa 63' 72' |     |                         | Árbitro(s): Jaime Noel Figueiredo | Árbitro(s): Jaime Noel Figueiredo |

| 17 de mayo de 2014, 15:30 (UTC-1) | Sporting Clube da Praia | 2:2 | Académica do Fogo    | Estadio de Várzea, Praia     |                              |
|                                   | Ró 23' 51'              |     | Sy 16' · Cláudio 81' | Árbitro(s): Alberto Monteiro | Árbitro(s): Alberto Monteiro |

### Final
| 24 de mayo de 2014, 15:30 (UTC-1) | CS Mindelense            | 2:1 | Académica do Fogo | Adérito Sena, Mindelo           |                                 |
|                                   | Patchico 7' · Sidney 81' |     | Victor 29'        | Árbitro(s): Aristides Rodrigues | Árbitro(s): Aristides Rodrigues |

| 31 de mayo de 2014, 15:30 (UTC-1) | Académica do Fogo | 0:0 | CS Mindelense | Estadio 5 de Julho, São Filipe |  |
|                                   |                   |     |               | Árbitro(s): António Rodrigues  |  |

| Campeón CS Mindelense 10.o título |

## Estadísticas
- Máximo goleador: Sy 5 goles. (Académica do Fogo)
- Mayor goleada: Académica PN 5 - 0 Sporting Brava (4 de mayo)